# Maternité Grande-Duchesse Charlotte
De Maternité Grande-Duchesse Charlotte is een kraamkliniek aan de Route d'Arlon / Areler Strooss in de Luxemburgse hoofdstad Luxemburg.

## Geschiedenis
In 1877 kreeg Luxemburg-Stad in de voormalige kazerne in Pfaffenthal de eerste kraamkliniek met bijbehorende vroedvrouwenschool. Het initiatief voor de oprichting van een modernere kraamkliniek werd genomen door Aline Mayrisch-de Saint-Hubert, vicevoorzitter van het Luxemburgse Rode Kruis. Zij vroeg de Duitse architect Otto Bartning een ontwerp te maken, gebaseerd op het model van de Landhausklinik in Berlin-Wilmersdorf. De kraamkliniek, een van de weinige Luxemburgse gebouwen in Bauhausstijl werd gebouwd onder leiding van architect Hubert Schumacher.
In 1936 werd de kliniek, die is genoemd naar groothertogin Charlotte van Luxemburg, in gebruik genomen. Acht jaar lang bleef de kraamkliniek onder beheer van het Rode Kruis staan, tot zij na de Tweede Wereldoorlog in handen van de staat kwam. De opleiding voor vroedvrouwen werd later geïntegreerd bij het Lycée Technique pour Professions de Santé. In 1962 werd de kraamkliniek met een verdieping verhoogd. Sinds 1975 is de Maternité onderdeel van de Centre hospitalier de Luxembourg.
In 2015 werd naast het bestaande pand een nieuw gebouw in gebruik genomen. Op de plek van de oude kraamafdeling wordt een nieuw ziekenhuis gebouwd dat in 2028 gereed moet zijn.